# Коней на переправі не міняють
Коней на переправі не міняють (рос. Коней на переправе не меняют) — радянський художній фільм 1980 року.

## Сюжет
У фільмі розповідається про будівництво великого автомобільного заводу. Директор заводу Борисов (Леонід Марков) вважає, що завод потрібно будувати в комплексі з усією інфраструктурою і житлом, в той час, як представник міністерства Родіонов (Володимир Самойлов) наполягає на будівництві й здачі, в першу чергу, конвеєрних ліній для якнайшвидшого випуску автомобілів. Коли Борисов захворює, керувати будівництвом починає Родіонов, який заморожує будівництво житла та інших об'єктів, кинувши всі сили на конвеєрний цех. Це викликає невдоволення робітників, які починають їхати з будівництва. Борисов одужує, повертається на будівництво і виправляє помилки Родіонова.

## У ролях
- Леонід Марков — начальник будівництва Анатолій Петрович Борисов
- Володимир Самойлов — заступник міністра Сергій Сергійович Родіонов
- Наталія Андрейченко — Алла
- Геннадій Корольков — парторг будівництва Малишев
- Армен Джигарханян — виконроб Рубен Григорович Маркарян
- Юрій Васильєв — головний інженер, колишній міністерський працівник Серафим Іванович Мячкин
- Галина Польських — Таня, дружина Мячкина
- Ірина Малишева — дочка Мячкиних
- Володимир Сєдов — міністр
- Борис Іванов — фінансист будівництва Сльозкин
- Софія Павлова — Зіна Борисова
- Андрій Смоляков — Саша
- Тамаз Толорая — Ельдар Кікнадзе
- Жанна Прохоренко — дружина Малишева
- Клавдія Хабарова — секретар на нараді у заступника голови
- Станіслав Міхін — бригадир
- Юрій Леонідов —  Микола Миколайович
- Георгій Чепчян — постачальник дроту
- Леонід Євтіф'єв — учасник наради
- Петро Меркур'єв — учасник наради
- Елла Некрасова — офіціантка
- Ніна Агапова — Аріадна Сергіївна, економістка

## Знімальна група
- Режисер — Гавриїл Єгіазаров
- Сценаристи — Наум Мельников, Олександр Мішарін, Гавриїл Єгіазаров
- Оператор — Елізбар Караваєв
- Композитор — Джон Тер-Татевосян
- Художник — Валерій Філіппов